# Надзва
Надзва (груз. ნაძვა) — село в Грузии, на территории Ткибульского муниципалитета края (мхаре) Имеретия.

## География
Село находится в западной части Грузии, на правом берегу реки Чала (правый приток реки Цкалцителы), на расстоянии приблизительно 12 километров (по прямой) к западу от города Ткибули, административного центра муниципалитета. Абсолютная высота — 374 метра над уровнем моря.

## Население
По результатам официальной переписи населения 2014 года, в Надзве проживало 20 человек (8 мужчин и 12 женщин). В национальной структуре населения грузины составляли 100 %.
| Год  | Население, человек |
| ---- | ------------------ |
| 2002 | 28                 |
| 2014 | ↘ 20               |